# Route nationale 91 (Italie)
Pour les articles homonymes, voir Route nationale 91.
La route nationale 91 (SS 91, Strada statale 91 ou Strada statale "della Valle del Sele") est une route nationale d'Italie, située en Campanie, elle relie Eboli à Contursi Terme sur une longueur de 20,845 km.

## Parcours

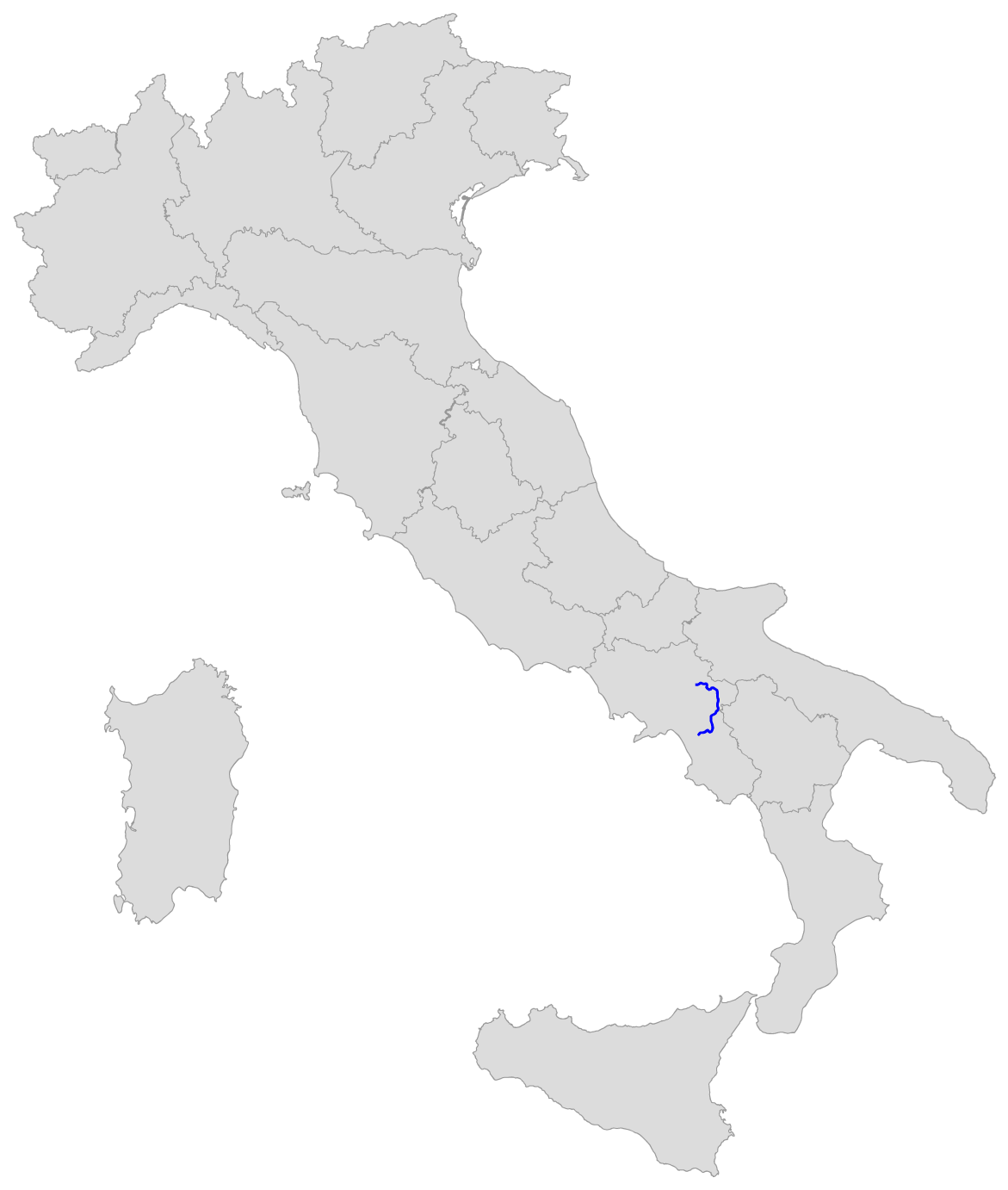
Parcours de la SS 91.